# Moggridgea pseudocrudeni
Espèce
Moggridgea pseudocrudeni est une espèce d'araignées mygalomorphes de la famille des Migidae.

## Distribution
Cette espèce est endémique du Cap-Oriental en Afrique du Sud,.

## Description
Les femelles mesurent de 7,33 à 14,40 mm et les mâles de 7,73 à 9,07 mm

## Publication originale
- Hewitt, 1919 : Descriptions of new South African spiders and a solifuge of the genus Chelypus. Records of the Albany Museum, vol. 3, p. 196-215.